# La Géographie
Pour le concept général, voir Géographie.
 (mai 2023).
La Géographie est une revue trimestrielle éditée par la Société de géographie de Paris.

## Histoire
Créée en 1822, un an après la fondation de la Société, elle est alors intitulée Bulletin de la société de géographie et publiée mensuellement. Elle change de nom en 1900, pour La Géographie : bulletin de la société de géographie. Elle ne paraît pas entre 1940 et 1946, fusionnée avec les Annales de géographie. Elle est publiée à nouveau à partir de 1946, sous le nom d’Acta geographica. En 2001, elle reprend son nom de La Géographie, typographié La GéoGraphie depuis 2008. Éditée de 2008 à 2010 en collaboration avec l’Institut géographique national et les éditions Glénat, elle est éditée ensuite de façon trimestrielle par la Société de géographie.